# ペドロ諸島
ペドロ諸島（ペドロしょとう、Pedre Islands、ペドロ岩礁、Pedro Cays、ペドロ・バンク、Pedro Bank）はカリブ海のジャマイカの南西70Kmに位置する、4つの小さな島と、さらに小さな島々からなる岩礁のジャマイカ属領の無人島である。
ペドロ・バンク（Pedro Bank）の海域にあり、サウス・キー（South Cay）、サウスウェスト・キー（Southwest Cay）、ノースイースト・キー（Northeast Cay）、ブロウリー・ロック（Blower Rock）、ポートランド・ロック（Portland Rock）、サウスウェスト・ロック（Southwest Rock）などからなる。
1863年にイギリスにより占領され、1882年にジャマイカ属領のイギリス領になる。ケイマン諸島、タークス・カイコス諸島、モラント諸島と共にジャマイカに属するイギリス領であった。ジャマイカが独立を果たした後、ケイマン諸島は1961年に、タークス・カイコス諸島は1964年に、それぞれイギリス領に残る事を選んだが、その一方小さく無人島であるペドロ諸島とモラント諸島は、そのままジャマイカ属領に編入された。
多少の鳥糞石がある。近くのモラント諸島と共に、グアノ諸島とも呼ばれている。